# Natascha Liebknecht
Natascha Liebknecht (* 16. Januar 1941 in Puschkino) wurde bekannt als deutsche Eisschnellläuferin, die in der Deutschen Demokratischen Republik für den SC Dynamo Berlin bei Wettkämpfen antrat.
Natascha Liebknecht war Tochter des Architekten Kurt Liebknecht und somit Urenkelin von Wilhelm und Großnichte von Karl Liebknecht. Sie wurde in der Sowjetunion geboren, wo ihr Vater während der NS-Herrschaft in Deutschland im Exil war und aus der er mit seiner Familie 1948 nach Deutschland in die Sowjetische Besatzungszone (SBZ) zurückkehrte.
Sie nahm 1960 mit ihren Teamkolleginnen Helga Haase und Inge Görmer in der gesamtdeutschen Mannschaft an den Olympischen Winterspielen im US-amerikanischen Squaw Valley teil, wo sie über die 500-Meter-Strecke den 20. Platz und über die 1000 Meter den 17. Platz erreichte. Im Jahr 1961 war sie Vierte bei den Allround-Meisterschaften der DDR.
Liebknechts Bestzeiten waren über 500 Meter 51,4 Sekunden (1960), über 1000 Meter 1:43,5 Minuten (1960), über 1500 Meter 2:50,4 Minuten (1960) sowie über 3000 Meter 5:59,1 Minuten (1960).